# August Lamey

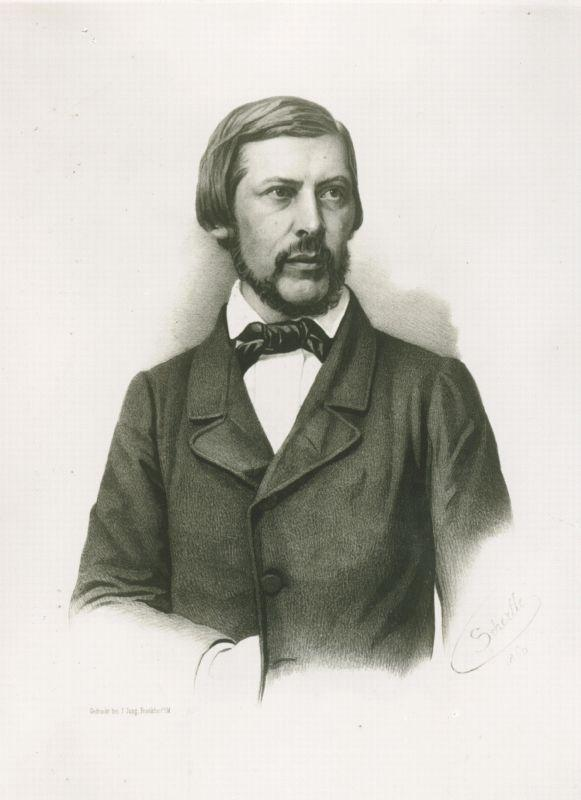
August Lamey

August Lamey (* 27. Juli 1816 in Karlsruhe; † 14. Januar 1896 in Mannheim) war ein badischer Politiker und Jurist. Als führender Vertreter der (südwestdeutschen) Liberalen stieß er eine Reihe von Reformen an.

## Herkunft
August Lameys Großvater Andreas Lamey war Sekretär der kurpfälzischen Akademie der Wissenschaften in Mannheim und Gründer der Mannheimer Zeitung. 
Sein Vater Ernst Andreas Lamey hatte die Zeitung fortgeführt und zwei weitere Zeitungen in Mannheim und Karlsruhe gegründet. 
Lamey heiratete in erster Ehe Marie Dürr aus Karlsruhe, die jung verstarb. In zweiter Ehe war er mit Maria Katharina Dyckerhoff, der Tochter des Architekten Jacob Friedrich Dyckerhoff verheiratet. Dieser Ehe entstammte der Sohn Wilhelm Lamey (1854–1910).

## Leben

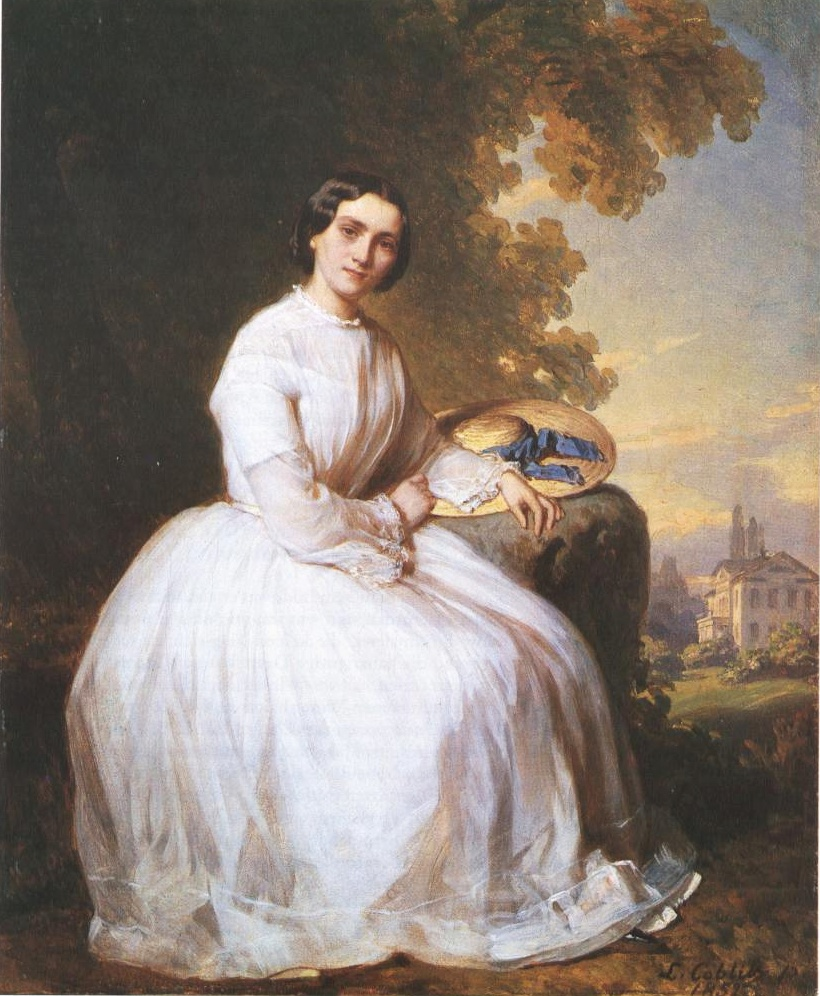
Marie Lamey geb. Dyckerhoff aus Mannheim (Louis Coblitz, 1852)

Lamey studierte Rechtswissenschaft in Bonn, Heidelberg und München. Während des Studiums wurde er Mitglied des Corps Rhenania Bonn und des Corps Suevia Heidelberg. 1842 ließ sich August Lamey als Rechtsanwalt in Mannheim nieder. Zwei Jahre später wechselte er in den badischen Justizdienst. Dort war er für kurze Zeit 1846 auch für die Zensur der Mannheimer Zeitungen zuständig. 1848 wurde Lamey zum ersten Mal in die Zweite Kammer der Badischen Landstände gewählt, der er bis 1852 angehörte. 1849 verließ er den badischen Justizdienst und ging als Rechtsanwalt beim Hofgericht des Oberrheinkreises nach Freiburg. Dort wurde er im April 1856 zum Professor für badisches Landesrecht und Zivilprozessrecht ernannt. Die Universität verlieh ihm zugleich die Doktorwürde ob insignem juris scientiam et in foro et in comitis facunde probatum. Von 1859 bis 1860 gehörte Lamey für den Wahlkreis 9 Lörrach zum zweiten Mal der Zweiten badischen Kammer an.
Bereits ein Jahr später berief ihn Anton von Stabel in sein Kabinett als Innenminister. 1866 trat er von seinem Amt zurück und zog nach Mannheim. Dort engagierte er sich in der Stadtverordnetenversammlung und wurde 1868 Vorsitzender des Kreisausschusses. Von 1871 bis 1874 vertrat er für die Nationalliberale Partei den Wahlkreis Mannheim im Reichstag. Auf eine erneute Kandidatur verzichtete er und ging stattdessen 1875 zum dritten Mal in die Zweite Kammer der Badischen Landstände. Ab 1876 bis zu seinem Ausscheiden 1892 stand er ihr als Präsident vor.

## Politik
August Lamey profilierte sich früh als Führer der liberalen Opposition in Baden. Nachdem Großherzog Friedrich I. die Regierung entlassen hatte, weil der von ihr ausgehandelte Vertrag mit der katholischen Kirche keine Mehrheit gefunden hatte, wurde er 1860 in das neue Reformkabinett berufen. Schon nach kurzer Zeit legte er ein Gesetz vor, das eine klare Trennlinie zwischen Kirche und Staat schuf. Danach erließ er eine Amnestie für die Revolutionäre von 1848/49. Polizei und Verwaltung wurden reformiert, was eine Abschaffung der Kreisregierungen beinhaltete. Eine weitgehende Gewerbefreiheit und die staatsrechtliche Gleichstellung aller Bürger und damit die Gleichberechtigung der Juden wurden eingeführt.
Die Neuregelung des Schulwesens stieß 1866 auf den Widerstand der katholischen Kirche. Als jedoch in der Ersten Kammer der Antrag gestellt wurde, Lamey wegen Amtsmissbrauch und Verfassungsbruch zu entlassen, stellte sich die Zweite Kammer einstimmig hinter ihn. Nur wenige Wochen später trat er jedoch freiwillig zurück. Im deutschen Konflikt zwischen Preußen und Österreich stand die badische Regierung auf der Seite von Österreich. Nach dem Sieg Preußens bei Königgrätz traten alle Minister zurück, die für eine Großdeutsche Lösung in der Frage der nationalen Einheit waren.

## Ehrungen

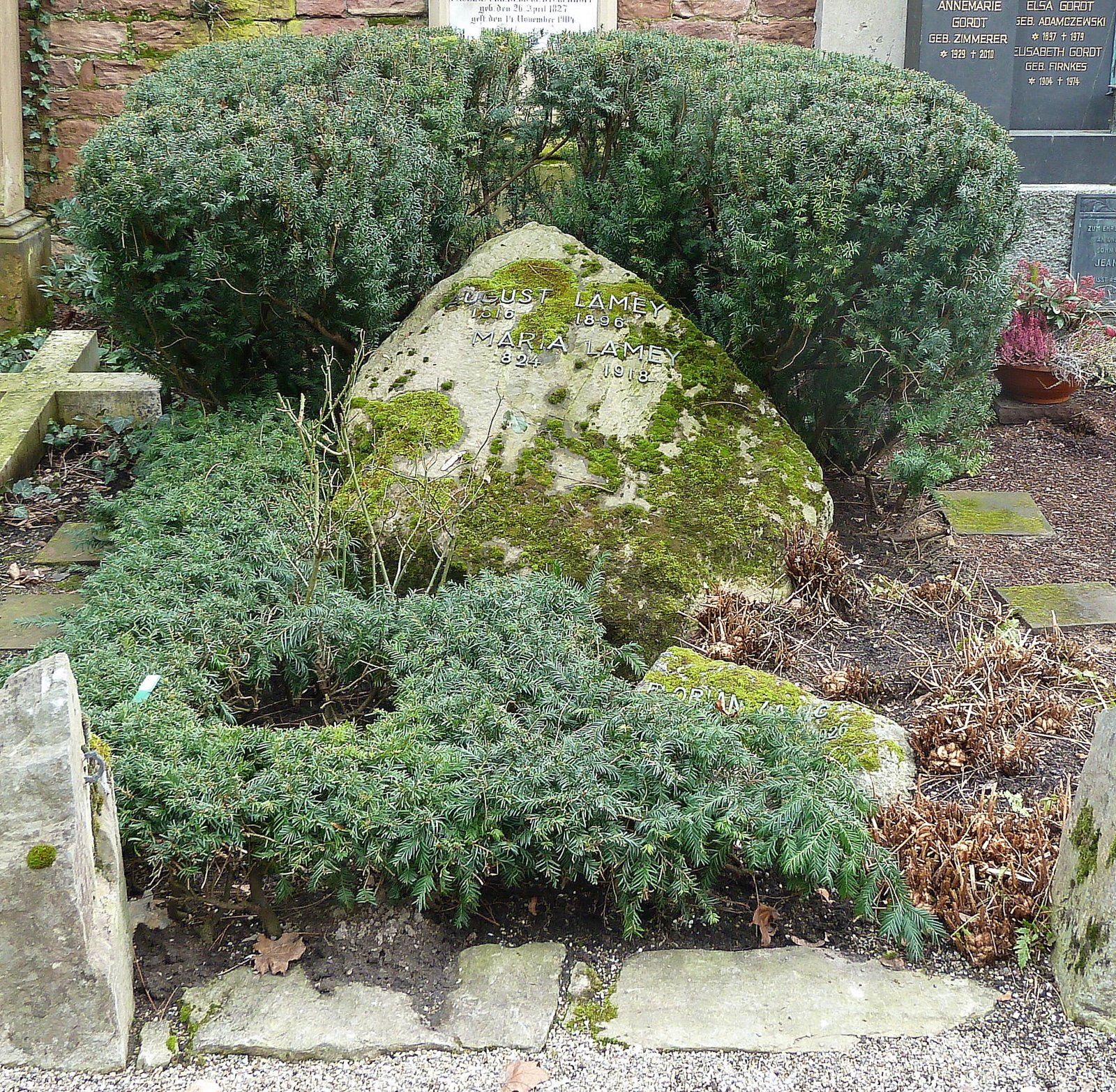
Grab auf dem Mannheimer Hauptfriedhof

Für sein Lebenswerk erhielt August Lamey zahlreiche Auszeichnungen. Bereits 1864 wurde er Ehrenbürger von Freiburg. Die gleiche Würdigung erhielt er zwei Jahre später als demonstrativen Akt von Mannheim auf dem Höhepunkt des Streits mit der katholischen Kirche. Karlsruhe folgte 1893. Baden verlieh ihm den Titel des Geheimrats 1. Klasse und das Großkreuz mit Collane des Ordens vom Zähringer Löwen. In mehreren Städten sind Straßen und Plätze nach August Lamey benannt.
Sein Denkmal in Mannheim nach einem Entwurf von Karl Friedrich Moest aus dem Jahr 1904 wurde 1935 von den Nationalsozialisten wegen seiner „Judenfreundlichkeit“ entfernt und fiel im Zweiten Weltkrieg der Metallspende zum Opfer. Der Sockel des Denkmals fand im Jahre 1980 bei der Wiederaufstellung des Bismarckdenkmals eine neue Verwendung.